# جک گرینهالچ
جک گرینهالچ (انگلیسی: Jack Greenhalgh؛ ‏ ۲۳ ژوئیهٔ ۱۹۰۴ – ۳ سپتامبر ۱۹۷۱) فیلم‌بردار سینمای کلاسیک هالیوود اهل ایالات متحده آمریکا بود.
از فیلم‌هایی که وی در آن‌ها نقش داشته‌است، می‌توان به مجنون هیتلر اشاره نمود.